# 히프셀로하프토두스
히프셀로하프토두스(학명:Hypselohaptodus grandis)는 반룡목 스페나코돈과에 속하는 도마뱀이다. 지금은 멸종된 종으로서 전체적인 몸길이가 2~3m인 거대한 도마뱀에 속한다.

## 특징
히프셀로하프토두스는 영국 시수랄 산맥에서 유래한 스피나코돈 시냅시드(단궁류)의 한 속이다. 그것은 단일 종인 히프셀로하프토투스 그란디스를 포함하고 있으며 워릭 카운티 박물관에서 소장하고 있는 왼쪽 상악골 부분만 알려져 있다. 그것은 약 2억 9천9백만년전에 시수랄리아 시리즈의 가장 이른 아스라 단계로 거슬러 올라가는 케닐워스 샌드스톤 층(워릭셔 그룹)에서 영국 워릭셔의 케닐워스에서 수집되었다. 히프셀로하프토투스 그란디스는 원래 1974년에 파톤에 의해서 합토두스에 배정되었다. 2015년에 합토두스 그란디스와 합토두스 가넷텐시스가 합토두스 바예와 맞지 않는 것으로 확인되었고 2019년에 유럽의 고생물학자인 프레드릭 스핀들러는 합토두스 그란디스를 새로운 속인 히프셀로하프토두스로 재지정했다. 히프셀로하프토두스는 잘 발달된 뒷다리와 앞다리를 가지고 있으며 꼬리도 길게 발달되어 있다. 양턱에는 총 15~25개의 날카로운 톱니 모양의 이빨을 가지고 있다. 먹이로는 당대에 서식했던 곤충, 절지동물, 무척추동물들을 주로 섭이했을 육식성의 도마뱀으로 추정되는 종이다.

## 생존시기와 서식지와 화석의 발견
히프셀로하프토두스가 생존했었던 시기는 고생대의 페름기로서 지금으로부터 2억 9000만년전~2억 4500만년전에 생존했었던 종이다. 생존했었던 시기에는 유럽을 중심으로 하여 당시에 존재했었던 초원, 산림 등에서 주로 서식했었던 도마뱀이다. 화석의 발견은 1974년에 영국의 페름기에 형성된 지층에서 영국의 고생물학자인 파톤에 의하여 처음으로 화석이 발견되어 새롭게 명명된 종이다.

## 같이 보기
- 파충류
- 고생대
- 페름기
- 도마뱀
- 화석